# Svenska mästerskapen i dressyr 1974
Svenska mästerskapen i dressyr 1974 avgjordes i Strömsholm. Tävlingen var den 24:e upplagan av Svenska mästerskapen i dressyr.

## Resultat
| Placering | Ryttare              | Häst     |
| --------- | -------------------- | -------- |
| 1         | Ulla Håkansson       | Ajax     |
| 2         | Christina Hermodsson | Mikene   |
| 3         | Carin Wold           | Avila xx |